# Justin Chatwin
Pour les articles homonymes, voir Chatwin.
Justin Chatwin, né 31 octobre 1982 à Nanaimo, est un acteur canadien.
Il devient célèbre en incarnant à compter de 2011 le personnage de Jimmy Lishman dans la série américaine à succès Shameless.

## Biographie
Fils d'une réalisatrice de documentaire et d'un ingénieur, Justin Chatwin étudie le commerce à l'Université de la Colombie-Britannique.
Au cinéma, il joue le fils du personnage interprété par Tom Cruise dans La Guerre des mondes (2005) de Steven Spielberg. Il est ensuite choisi pour incarner Son Goku dans Dragonball Evolution (2009) de James Wong, adaptation du manga Dragon Ball d'Akira Toriyama. Puis il joue aux côtés de Patrick Huard dans le drame québécois Funkytown (2011). 
À la télévision, il accumule les rôles dans les séries les miniséries. En 2005, il joue le fils de Doug Wilson, interprété par Kevin Nealon, dans l'épisode pilote de Weeds. L'année suivante, il fait une apparition dans un épisode de la saison 3 de Lost : Les Disparus centré sur le personnage de Locke. De 2011 à 2015, il interprète Jimmy Lishman dans Shameless, adaptation américaine de la série britannique du même titre créée en 2004. En 2015, il joue le rôle de Jason Kellerman dans Orphan Black, aux côtés d'une compatriote, l'actrice Tatiana Maslany.
Justin Chatwin a été ambassadeur pour Operation Smile, une association américaine qui finance des opérations chirurgicales pour des enfants atteints de fente labio-palatine.

## Filmographie

### Films
| Année | Film                                                       | Rôle                   |
| ----- | ---------------------------------------------------------- | ---------------------- |
| 2001  | Christy, Choices of the Heart, Part I: A Change of Seasons | John Spencer           |
| 2001  | Josie and the Pussycats                                    | le fan adolescent      |
| 2004  | Destins violés (Taking Lives)                              | Matt Soulsby           |
| 2004  | P'tits Génies 2 (SuperBabies: Baby Geniuses 2)             | Zack                   |
| 2005  | La Guerre des mondes                                       | Robbie Ferrier         |
| 2007  | The Invisible                                              | Nick Powell            |
| 2008  | Middle of Nowhere                                          | Ben Pretzler           |
| 2009  | Dragonball Evolution                                       | Son Goku               |
| 2011  | Funkytown                                                  | Tino                   |
| 2014  | Bang Bang Baby                                             | Bobby Shore            |
| 2016  | Unleashed (en) (Unleashed)                                 | Diego                  |
| 2016  | The Duke (Urge)                                            | Jason Brettner         |
| 2016  | One Night                                                  | Drew                   |
| 2017  | We Don't Belong Here (en)                                  | Thomas                 |
| 2017  | Unleashed                                                  | Diego                  |
| 2017  | The Scent of Rain & Lightning                              | Hugh Jay Linder        |
| 2017  | CHiPs                                                      | Raymond Reed Kurtz Jr. |
| 2021  | Die in a Gunfight                                          | Collin Schiffli        |
| 2022  | The Walk (en)                                              | Bill Coughlin          |

### Séries
| Année        | Série                                                   | Rôle                                | Notes                                                        |
| ------------ | ------------------------------------------------------- | ----------------------------------- | ------------------------------------------------------------ |
| 2001         | Christy, Choices of the Heart, Part II: A New Beginning | John Spencer                        |                                                              |
| 2002         | Disparition (Taken)                                     | Clauson                             | Saison 1, Épisode 9-10                                       |
| 2002         | Mysterious Ways                                         | Joseph                              | Saison 2, Épisode 12                                         |
| 2003         | The Incredible Mrs. Ritchie                             | Lawrence                            |                                                              |
| 2004         | Traffic                                                 | Tyler McKay                         |                                                              |
| 2005 et 2012 | Weeds                                                   | Josh Wilson                         | Saison 1, Épisode 1, Saison 8 Épisode 12/13                  |
| 2006         | Lost                                                    | Eddie                               | Saison 3, Épisode 3                                          |
| 2011 - 2015  | Shameless                                               | Jimmy Lishman / Steve Wilton / Jack | 36 Épisodes (Principal saisons 1 à 3, Invité saisons 4 et 5) |
| 2013         | The Listener                                            | Rudy Best                           | Saison 4, Épisode 1                                          |
| 2015         | Orphan Black                                            | Jason Kellerman                     | Saison 3                                                     |
| 2016         | American Gothic                                         | Cam Hawthorne                       |                                                              |
| 2016         | Doctor Who                                              | Grant/Ghost                         | Saison 10, Épisode 0, Le Retour du Docteur Mysterio          |
| 2019         | Another Life                                            | Erik Wallace                        |                                                              |
| 2025         | New York, police judiciaire                             | Thomas Price                        | Saison 24, épisode 11                                        |

### A définir
- 2005 : The Chumscrubber : Billy